# Andrena helvola
Andrena helvola là một loài ong thuộc họ Andrenidae. Loài này được Linnaeus mô tả khoa học đầu tiên năm 1758.